# Nicolau Pereira de Mendonça Falcão
Nicolau Pereira de Mendonça Falcão (primeiro quartel do século XIX - ?) foi um genealogista português.

## Biografia
Bacharel formado em Direito em 1843 pela Faculdade de Direito da Universidade de Coimbra, Senhor da Casa de Pinhanços, no Concelho de Seia, casou em 1854, na Quinta da Cruz, em Castelões de Besteiros, Tondela, com D. Maria da Piedade de Lemos e Azevedo, da Casa dos Santos Mártires, de Paredes da Beira, Senhora da Casa e Quinta de Farejinhas, em Castro Daire, Castro Daire, de quem teve geração.
Dedicou-se ao estudo da Genealogia, escrevendo Estudos históricos genealógicos, de que se utilizou o Abade de Miragaia, Padre Pedro Augusto Ferreira, no artigo sobre Viseu, do Portugal Antigo e Moderno, de Augusto Soares de Azevedo Barbosa de Pinho Leal, de cuja obra foi continuador por morte deste.